# Saint-Aubin-des-Ormeaux
Saint-Aubin-des-Ormeaux ist eine französische Gemeinde mit 1.382 Einwohnern (Stand: 1. Januar 2022) im Département Vendée in der Region Pays de la Loire. Die Gemeinde gehört zum Arrondissement La Roche-sur-Yon und zum Kanton Mortagne-sur-Sèvre. Die Einwohner werden Saint-Aubinois genannt.

## Geografie
Saint-Aubin-des-Ormeaux liegt etwa 35 Kilometer ostnordöstlich von La Roche-sur-Yon. Der Sèvre Nantaise begrenzt die Gemeinde im Norden. Umgeben wird Saint-Aubin-des-Ormeaux von den Nachbargemeinden Le Longeron im Norden, Mortagne-sur-Sèvre im Nordosten, Chanverrie im Osten und Südosten, Saint-Martin-des-Tilleuls im Süden sowie Tiffauges im Westen und Nordwesten.

## Bevölkerungsentwicklung
| Jahr                      | 1962 | 1968 | 1975 | 1982 | 1990 | 1999 | 2006 | 2013 |
| Einwohner                 | 787  | 766  | 700  | 835  | 1027 | 1150 | 1236 | 1314 |
| Quelle: Cassini und INSEE |      |      |      |      |      |      |      |      |